# Arthur Schuster

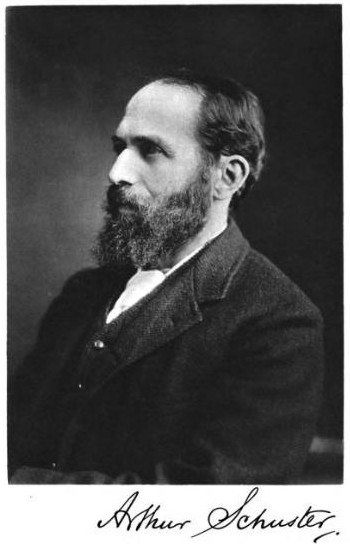
Arthur Schuster

Sir Franz Arthur Friedrich Schuster (* 12. September 1851 in Frankfurt am Main; † 17. Oktober 1934 in Yeldall, Berkshire) war ein englischer Physiker deutscher Abstammung.

## Leben und Wirken
Arthur Schuster entstammte einer jüdischen Familie, die 1869 nach Manchester auswanderte. Während dieser Zeit studierte er in Genf Französisch. 1870 zog er ebenfalls nach Manchester. Schuster studierte bei Balfour Stewart Physik, ging dann an die Universität Heidelberg zu Gustav Robert Kirchhoff und wurde hier 1873 promoviert. Er kehrte dann nach Manchester zurück und war ein Jahr Assistent bei Balfour Stewart. Danach setzte Schuster seine Studien bei Wilhelm Eduard Weber an der Universität Göttingen und bei Hermann von Helmholtz in Berlin fort. Anschließend arbeitete er zwei Jahre in Cambridge im Cavendish Laboratory unter James Clerk Maxwell und später bei John William Strutt, 3. Baron Rayleigh.
1881 wurde Schuster Professor für angewandte Physik an der University of Manchester und 1888 Nachfolger von Balfour Stewart als Professor für Physik. Zu seinen Schülern zählen unter anderem Ernest Rutherford und William Lawrence Bragg.
Schuster untersuchte 1889 die täglichen Variationen des Erdmagnetismus mit Kugelfunktionen. 1907 erarbeitete er eine Dynamo-Theorie des Erdmagnetfeldes. Von 1914 bis 1922 entwickelte Schuster das Schuster-Smith (Spulen-)Magnetometer.
1898 verwendete er auch den Begriff Antimaterie in zwei Zuschriften an die Zeitschrift Nature. Er spekulierte über ganze Sternensysteme aus Antimaterie, die von unserer Materie durch Beobachtung nicht unterscheidbar wären.

## Ehrungen
Arthur Schuster wurde 1893 mit der Royal Medal, 1926 mit der Rumford-Medaille und 1931 mit der Copley-Medaille ausgezeichnet. 1879 wurde er zum Mitglied der Royal Society gewählt. 1901 wurde er zum korrespondierenden Mitglied der Göttinger Akademie der Wissenschaften gewählt, jedoch 1924 wurde er ausgeschlossen. 1916 wurde er zum Ehrenmitglied (Honorary Fellow) der Royal Society of Edinburgh gewählt. Nach ihm ist ein Krater auf der Mondrückseite benannt. 1913 wurde Schuster in die National Academy of Sciences gewählt.
Er wurde viermal für den Nobelpreis für Physik vorgeschlagen: 1904 von Wilhelm Hallwachs, 1914 und 1917 von Theodore Richards sowie 1925 von William N. Shaw (* 1854, Königlich Schwedische Akademie der Wissenschaften).

## Schriften (Auswahl)
- Arthur Schuster: Spectrum analysis. Macmillan, London, 4. Auflage 1885
- An introduction to the theory of optics. E. Arnold, London 1904 – mit Henry E. Roscoe.
- Potential Matter. In: Nature. Band 58, Nummer 1513, S. 618–619 (18. August 1898), bibcode:1898Natur..58..618S
- The progress of physics during 33 years (1875-1908) – four lectures delivered to the University of Calcutta during March 1908. Arno Press, New York 1975, ISBN 0-405-06615-5.